# هائو هولین
هائو هولین (پرتغالی: Raul Roulien؛ تلفظ پرتغالی:[ɦaˈu:]؛ ۸ اکتبر ۱۹۰۵ – ۸ اکتبر ۲۰۰۰) یک هنرپیشه و کارگردان فیلم اهل برزیل بود.
از فیلم‌ها یا مجموعه‌های تلویزیونی که وی در آن‌ها نقش داشته است می‌توان به بانوی نامحتاط (۱۹۳۲) اشاره نمود.